# Philologie
La philologie, du grec ancien φιλολογία / philología, « amour des mots, des lettres, de la littérature », consiste en l'étude d'une langue et de sa littérature à partir de documents écrits. C'est une combinaison de critique littéraire, historique et linguistique. Elle vise à rétablir le contenu original de textes connus par plusieurs sources, c’est-à-dire à sélectionner le texte le plus authentique possible, à partir de manuscrits, d'éditions imprimées ou d'autres sources disponibles : fragments (citations par d’autres auteurs), graffiti anciens… Ainsi, le philologue compare les versions conservées de ces textes, ou rétablit le meilleur texte en corrigeant les sources existantes.

## Évolution sémantique du terme philologie
Pour Platon, la philologie, ou philología (φιλολογία) en grec, est le goût pour la littérature et, plus généralement, pour l'érudition. Le mot s'applique ensuite, chez les Grecs anciens, à toute dissertation littéraire, érudite, ou dialectique.
Au XVIe siècle, les érudits de la Renaissance englobent sous le mot « philologie » ces connaissances héritées de l'Antiquité gréco-romaine que le XIXe siècle regroupera sous le vocable « humanisme ». Le philosophe allemand Christian Wolff (1679-1754) élargira ensuite la notion de philologie à « l'étude de toutes les manifestations de l'esprit humain dans l'espace et dans le temps ». August Böckh va dans le même sens et oppose la philologie à la philosophie : « la philosophie est la science de la connaissance déjà produite par le passé » et « Toutes les autres sciences plongent leurs racines dans la philosophie et la philologie ».
Au début du XIXe siècle, la philologie est ajoutée au programme de la nouvelle université de Berlin.
Ce siècle parlera de philologie classique, romane, germanique ou orientale.
Pour Nietzsche, un signe distinctif du théologien est son inaptitude à la philologie : « J'entends ici le mot philologie dans un sens très général : savoir déchiffrer des faits sans les fausser par des interprétations ». C'est que Nietzsche a à cœur de mettre fin à une herméneutique favorable à la métaphysique qu'il dénonce. Pourtant philologue de formation, le sens de la philologie qu'il propose est fort éloigné de celui annoncé plus haut : celle-ci, au vu de son œuvre, peut être assimilée dans sa méthode à une herméneutique psychologique ou, plus justement et selon les mots de Nietzsche, à une généalogie visant à rétablir « le seul et unique monde ».
Au XXe siècle naissant, la définition du mot philologie se réduit à l'ensemble des notions nécessaires à l'étude littéraire d'une langue, fournies par la paléographie et l'étude critique des textes, étayée par celle de toutes les formes de grammaire et de linguistique.
Le philologue inventorie, enregistre et ordonne des faits littéraires. Le linguiste compare ces faits et tente d'en découvrir les lois organiques.

## Philologie classique

### Culture hellénique
La culture hellénique est en lien avec l'hellénisme, qui désigne l'étude de la culture de la Grèce antique, par des lettrés ou des historiens.
Il y a également quelques hellénistes importants comme : Apollonios, Aristarque, Aristophane, Callimaque, Ératosthène et Zénodote.
À Pergame, dans la bibliothèque fondée par les Attalides, travaillèrent de nombreux philologues érudits dont Cratès de Mallos.
Dès le Ve siècle avant notre ère se marque, dans le monde hellénique, le besoin d'authentifier et d'expliquer les grandes œuvres de la tradition poétique, spécialement celles d'Homère.

## Objet et définitions de la philologie contemporaine
La philologie s'intéresse aussi aux problèmes de datation, de localisation et d'édition de textes. Pour ce faire, elle s'appuie sur l'histoire et ses dérivées (histoire des religions, etc.), la linguistique, la grammaire, la stylistique, mais aussi sur des disciplines liées à l'archéologie comme l'épigraphie ou la papyrologie ainsi qu'à l'édition des textes anciens (paléographie et codicologie). Pour l'édition philologique de textes anciens, la paléographie en énumère les détails.
Le terme est souvent utilisé comme synonyme quelque peu vieilli de grammaire comparée. C'est à tort, car cette dernière discipline compare des langues différentes mais n'en établit pas les textes, alors que chaque langue a sa philologie.
Ferdinand de Saussure (1915) y voit une étape intermédiaire entre la « grammaire » et la « grammaire comparée » dans la « science des faits de langue » (ou « linguistique ») :

« La science qui s'est constituée autour des faits de langue est passée par trois phases avant de connaître quel est son véritable objet. (…/…) la grammaire (…/…) vise uniquement à donner des règles pour distinguer les formes correctes des formes incorrectes. Ensuite parut la philologie (…/…) qui veut avant tout fixer, interpréter, commenter les textes ; cette première étude l'amène à s'occuper aussi de l'histoire littéraire, des mœurs, des institutions, etc. Partout elle use de sa méthode propre, qui est la critique. Si elle s'occupe de questions linguistiques, c'est surtout pour comparer des textes de différentes époques, déterminer la langue particulière à chaque auteur, déchiffrer et expliquer des inscriptions rédigées dans une langue archaïque ou obscure. Mais la critique philologique est en défaut sur un point : elle s'attache trop servilement à la langue écrite et oublie la langue vivante. La troisième époque commença lorsque l'on découvrit que l'on pouvait comparer les langues entre elles. Ce fut l'origine de la philologie comparative ou grammaire comparée. »

En 2020, François Vincent achève une œuvre longue et détaillée de philologie sur les manuscrits saussuriens et commente la série des trois cours de linguistique générale de Ferdinand de Saussure, enfin distingués complètement les uns des autres.
La philologie cognitive est une branche moderne de la philologie qui vise à étudier les textes en tant que produits des processus mentaux humains.